# Afromelittia natalensis
Afromelittia natalensis là một loài bướm đêm thuộc họ Sesiidae. Nó được tìm thấy ở Nam Phi.